# Кейн, Роберт Джон
Сэр Роберт Джон Кейн (англ. Sir Robert John Kane; 24 сентября 1809 года, Дублин — 16 февраля 1890 года, там же) — ирландский химик.
Член Лондонского королевского общества (1849).

## Биография
Отец Роберта Кейна, Джон Кин, был вовлечен в восстание в 1798 году, а затем эмигрировал во Францию, где изучал химию. Когда он вернулся в Дублин, Кин (ныне Кейн) основал «Kane Company» и занялся производством серной кислоты.
Его сын Роберт Кейн изучал химию на заводе, и его первая публикация, «Наблюдения за существованием хлора в природной перекиси марганца», появилась в 1828 году. Он также изучал медицину в Тринити-колледже в Дублине и в аптеке в Париже. Его книга «Элементы практической фармации» была настолько успешной, что он был избран в Королевскую ирландскую академию в 1832 году. В 1832 году он был одним из основателей Дублинского журнала медицинских наук. Он был профессором химии в зале Аптекарей в Дублине, а с 1834 года преподавателем, а затем профессором Королевского Дублинского общества. В 1836 году он был с Юстусом Либихом три месяца в Гисене и изучал там органическую химию.
Он исследовал кислоты и показал, что водород является электроположительным элементом в соединении. Кейн также предсказал существование этильного радикала. 1841—1844 он опубликовал трехтомную работу «Элементы химии» и подробный отчет о промышленных ресурсах Ирландии.
В 1829 году он открыл арсенид марганца (в честь него называли Kaneit). В 1835 году он дал правильную эмпирическую формулу для ацетона и был первым, кто синтезировал мезитилен из ацетона и серной кислоты и трихлорситилен[уточнить] из него путем введения хлора. Он также работал с эфирными маслами и лакмусом.
В 1841 году он был награжден Королевской медалью Королевским обществом, а в 1849 году был принят в члены общества. В 1845 году сэр Роберт Пиль назначил его директором Музея ирландской промышленности в Дублине и президентом Королевского колледжа в Корке. В 1846 году Кейн был посвящен в рыцари.
В конце концов он стал политическим и научным советником и работал (более или менее удачно) в нескольких комиссиях по борьбе с великим голодом в Ирландии, возникшим в результате недорода картофеля в период с 1845 по 1849 год. Его участие в политике и администрации привело к тому, что он прекратил публиковать химические статьи в 1844 году.
В 1873 году он стал народным комиссаром по образованию. С 1877 по 1882 год он был президентом Королевской ирландской академии и с 1880 канцлером недавно основанного Королевского университета Ирландии.

## Семья
Кейн женился на Кэтрин Софии Бейли 23 августа 1838 года, от которой у него было семеро выживших детей. Старший сын Кейна Роберт Ромни Кейн был известен как адвокат. Второй сын, Генри Коуи Кейн, стал адмиралом Королевского флота.